# Heriberto Félix Guerra
Jesús Heriberto Félix Guerra (Culiacán, Sinaloa; 12 de marzo de 1962) es un economista, empresario y político mexicano, miembro del Partido Acción Nacional. Es licenciado en Economía por el Instituto Tecnológico y de Estudios Superiores de Monterrey. Se desempeñó como Secretario de Desarrollo Social por designación del entonces presidente Felipe Calderón desde el 9 de diciembre de 2009 al 30 de noviembre de 2012.

## Vida Familiar
Heriberto Félix nació en la ciudad de Culiacán, capital del estado de Sinaloa (noroeste de México). Se encuentra casado con Lorena Clouthier Carrillo (hija del excandidato presidencial del Partido Acción Nacional, Manuel Clouthier del Rincón "el Maquío"), con quien ha formado una familia con 6 hijos.

## Vida Empresarial
En 1986 inicia su carrera empresarial, dentro de la cual ha tenido oportunidad de participar en diversas empresas en los sectores de la construcción, inmobiliaria y gastronomía.
Dentro de organismos empresariales, fue Presidente de CANACINTRA en Culiacán, vicepresidente de CANACINTRA a nivel nacional, presidente del Consejo para el Desarrollo Económico de Sinaloa (CODESIN), integrante del Consejo Presidencial para la Competitividad Empresarial, del Consejo Nacional para Micro, Pequeña y Mediana Empresa, así como del Grupo Nacional Intersecretarial para la Promoción de Inversiones y Comercio Exterior.
Dentro del marco de su trabajo en el ámbito empresarial, ha sido conferencista en la Universidad de Harvard, y ante la Organización para la Cooperación y el Desarrollo Económico (OCDE) en Milán, Italia.
Actualmente forma parte del Consejo de Hombres de Negocios de Sinaloa.

## Participación en Organismos Ciudadanos
En este ámbito, se ha desempeñado por más de 15 años como presidente del patronato "Amigos de la Niñez", y presidente de las fundaciones "Prospera", y "Con la Fuerza del Corazón".
Fue también consejero ciudadano del Instituto Federal Electoral en Sinaloa, miembro del "Movimiento Familiar Cristiano" y, junto con su esposa Lorena Clouthier y otros matrimonios, coordinó el "Movimiento de Encuentro de Novios" en Sinaloa durante 10 años.

## Vida política

### Secretario de Desarrollo Económico de Sinaloa
Su primer contacto con la vida pública por el lado de las instituciones, se da cuando a petición de la iniciativa privada y organismos empresariales, el gobernador del estado de Sinaloa Juan Sigfrido Millán (PRI) lo invita en 1999 a desempeñarse como Secretario de Desarrollo Económico en el estado.
En su gestión creó la Unidad de Promoción de Inversiones, el Sistema de Apertura Rápida Empresarial (SARE), y la Unidad Rápida de Gestión Empresarial (URGE), esquemas que fueron replicados en otros estados del país.
Junto con los organismos empresariales del Estado, creó el Fondo Sinaloa (FOSIN) para apoyar a las PyMES, propuso y cabildeó la Ley de Gestión Empresarial del Estado con el fin de promover la generación de empleos a través de la promoción  de inversiones. También fue creador del programa "Hecho en Sinaloa" para posicionar y diferenciar la calidad de los productos de la entidad a nivel nacional e internacional.
En el ámbito nacional,  fue presidente de la Asociación Mexicana de Secretarios de Desarrollo Económico (AMSDE) durante 3 periodos consecutivos. Fue ahí donde se buscó en el Congreso de la Unión el fortalecimiento del fondo PyME.
Dejó el cargo en mayo de 2004 al ser invitado a buscar la postulación como candidato ciudadano a gobernador del estado de Sinaloa por el Partido Acción Nacional.
Heriberto Félix Guerra ha sido mencionado desde 2009 como un personaje con posibilidades de competir por el PAN por la candidatura a la Presidencia de la República.

### Participación por el Partido Acción Nacional
Tras una ola ciudadana que tomó por sorpresa a algunos liderazgos del PAN en Sinaloa, Heriberto Félix Guerra gana la postulación de dicho instituto político como candidato a gobernador del estado. Las primeras encuestas al inicio de campaña estimaban una preferencia del 67% para el entonces oficialista Partido Revolucionario Institucional (PRI), y de tan solo 17% para el PAN.
El intenso proceso al que se adhirieron con entusiasmo sectores ciudadanos y empresariales tradicionalmente apáticos ante la participación política, culminó con su derrota ante Jesús Aguilar Padilla (PRI) por 1.2 puntos porcentuales, es decir, aproximadamente 11 300 votos.
En 2006 fue postulado por el Partido Acción Nacional como candidato a Senador de la República, quedando electo por medio del principio de primera minoría.

### Senador de la República
El 1 de septiembre de 2006 toma protesta como Senador de la República por el principio de primera minoría por el estado de Sinaloa.
Durante su encargo en el Senado, fue vicepresidente de 12 comisiones legislativas, destacando entre otras cosas, la propuesta de creación de un Fondo Nacional para la Prevención de Desastres provocados por Fenómenos Naturales el cual dispondría de recursos para evitar en lo posible los efectos adversos de los fenómenos naturales en vez de simplemente erogarlos en su remediación.
En el mes de diciembre de 2006, pide licencia a la representación popular para poder aceptar el cargo de subsecretario para la Pequeña y Mediana Empresa de la Secretaría de Economía, tomando de ese modo protesta su suplente María Serrano Serrano.

### Subsecretario Federal para la Pequeña y Mediana Empresa
Debido a su amplia trayectoria en organismos y actividades empresariales, el 14 de diciembre de 2006 el presidente Felipe Calderón Hinojosa nombró a Heriberto Félix Guerra como Subsecretario para la Pequeña y Mediana Empresa dependiente de la Secretaría de Economía en el Gobierno Federal.
En dicho cargo, con el apoyo de las distintas cámaras empresariales y patronales, se creó e impulsó el Modelo Integral de Fomento Empresarial "México Emprende" con el fin de atender a los nuevos emprendedores y a las Micro, Pequeñas y Medianas Empresas (MIPyMES).
Dicho esquema ha sido considerado como innovador, ya que se comparte su gestión con los organismos empresariales que cuentan presencia en todo el país, dotándolos de las herramientas necesarias para el apoyo de los emprendedores independientes. De ese modo se fomenta la participación de ciudadanos y empresarios, evitando la creación de nuevas estructuras burocráticas.
También promovió una red de más de 450 incubadoras de nuevas empresas con universidades y diversas cámaras empresariales. También creó los centros "México Emprende" en alianza con organismos tales como la Cámara Nacional de Comercio (CANACO), la Cámara Nacional de la Industria de la Transformación (CANACINTRA), la Confederación Patronal de la República Mexicana (COPARMEX), la Confederación Nacional de Cámaras Industriales (CONCAMIN), y la Cámara Mexicana de la Industria de la Construcción (CMIC), entre otras.
Consolidó además la Red de Aceleradoras de Empresas en México, Estados Unidos, España y Canadá para la atención de emprendimientos de gran crecimiento a las cuales se denominó "Gacelas", así como la Red Nacional de parques tecnológicos.
Entre los programas destacados de su gestión, se encuentran "Mi Tortilla", "Mi Tienda" y el "Programa Nacional de Franquicias" que a la fecha es considerado como una de las mejores opciones para los emprendedores en México.

### Secretario de Desarrollo Social
El 9 de diciembre de 2009, fue nombrado por el presidente Felipe Calderón Secretario de Desarrollo Social tras la designación de su predecesor Ernesto Cordero en el cargo de titular de la Secretaría de Hacienda y Crédito Público.
Para el cumplimiento de sus metas, ha involucrado a la sociedad civil de modo que se cumplan los objetivos de manera más rápida con la participación de ciudadanos comprometidos y de los mismos beneficiarios de los programas y acciones.
Muestra un especial interés en programas que buscan la participación de la sociedad para erradicar la pobreza alimentaria en el país.
En la atención de desastres naturales es donde más ha mostrado su aptitud para acordar con actores políticos de distintos partidos, y su capacidad de organizar a los ciudadanos para terminar de manera más rápida con sus afectaciones. Es por ello que el presidente Calderón lo ha nombrado coordinador de acciones federales en las contingencias ocasionadas por el Huracán Alex (2010), el Huracán Karl (2010), y las inusuales heladas en el noroeste del país (2011).

#### Huracán Alex (2010)
Por instrucción del Presidente Calderón, Heriberto Félix Guerra coordinó los trabajos de evaluación de daños causados por el huracán Alex, que azotó con fuertes lluvias a los estados de Coahuila, Nuevo León y Tamaulipas (noreste de México) en el mes de julio de 2010.
Para medir el fenómeno de manera comparativa, el Huracán Gilberto que azotó a la región en 1988 generó 280mm de agua en 24 horas, mientras que Alex generó 446.5mm en la misma cantidad de horas.
Como primera acción, instrumentó el programa "Todo México con el Norte" donde se puso a disposición las 32 delegaciones de SEDESOL en el país para recolectar víveres por parte de la ciudadanía quienes apoyaron a las personas afectadas del norte del país.
Además,  en coordinación con los gobiernos de los tres estados, se procedió a evaluar los daños a bienes públicos y domésticos afectados para proceder a su restitución en esquemas de cooperación, destacando los vales para la reposición de enseres domésticos que beneficiaron a las familias que lo perdieron todo por causa de las inundaciones.
Tras el paso del meteoro, se entregaron electrodomésticos para 15 mil 847 familias.

#### Huracán Karl (2010)
El Huracán Karl (2010) provocó severas inundaciones que azotaron al estado de Veracruz (oriente de México). Con la participación del Gobierno Federal, el Gobierno del estado de Veracruz, los ayuntamientos de municipios afectados, sociedad civil y afectados, se logró en una semana el desazolve y secado de 50 mil millones de metros cúbicos de agua (programa "Cada quien limpia su casa"); y el pintado de más de 30 mil casas de la Zona Metropolitana de Veracruz.
Esta última acción a través de la jornada "Cada quien pinta su casa" buscó romper la marca del Récord Guinness casas al mayor número de personas pintando sus domicilios de manera simultánea. La Secretaría de Desarrollo Social (SEDESOL) tan solo convocó y suministró el material necesario para la realización de dicha actividad.

#### Heladas en el norte del país (2011)
En el mes de enero de 2011, el norte del país resintió un inusual descenso de temperaturas debido a intensos frentes polares que dañaron miles de hectáreas de cosechas en los estados de Sonora, Sinaloa, Chihuahua y Durango. Las temperaturas que dichas anomalías generaron fueron las más bajas registradas en los últimos 20 años.
La situación era grave ya que los estados de Sonora y Sinaloa recibieron daños que por sí mismos, ponían en riesgo la oferta de maíz en el resto del país, y por tanto, su precio.
Es por ello que fue considerado como un gran éxito la resiembra de alrededor de 300 mil hectáreas de maíz y cien mil de sorgo en dichos estados; éxito medible tanto por la cantidad de hectáreas de cultivos restablecidas así como por el tiempo en el que el problema fue solucionado (tan solo 1 meses).
La contingencia fue resuelta superada no solo garantizando la oferta y precio de dichos insumos, sino dando trabajo mediante el Programa de Empleo Temporal Emergente a más de 100 mil jornaleros tanto de los estados afectados, como de Oaxaca, Hidalgo, San Luis Potosí, Veracruz, y otras partes del país.

## Premios y reconocimientos Relevantes
- Premio Nacional de la Franquicia "Juan Huerdo", máximo galardón de la Asociación Mexicana de Franquicias (AMF), entregado el 24 de marzo de 2008 a la Secretaría de Economía por el impulso a la pequeña y mediana empresa.[22][23]
- Premio "Águila CANACINTRA" entregado el 29 de octubre de 2010 por la Cámara Nacional de la Industria de la Transformación por el impulso a los programas que fortalecen la economía de las familias, y el fortalecimiento de las pequeñas y medianas empresas a través del programa "México Emprende".[24]
- Medalla "Veracruz" al Mérito Ciudadano, otorgada por el gobierno del estado de Veracruz a aquellas personas cuya obra sea relevante y haya reportado un beneficio para la entidad,[25] fue entregada a Félix Guerra el 22 de noviembre de 2010 por el éxito de las acciones para hacer frente a las contingencias causadas por el huracán Karl.[26]